# Rodrigo Alberto Gutiérrez Sáenz
Rodrigo Alberto Gutiérrez Sáenz (12 de noviembre de 1930 - 6 de septiembre de 2010) fue un médico, Catedrático Universitario y político costarricense.
Gutiérrez se graduó de medicina en la Universidad Nacional de Colombia, en Bogotá, con especialización en Fisiología en la Universidad de Louisiana State y la Universidad Nacional de Colombia. Trabajó para la Caja Costarricense de Seguro Social, institución que siempre quiso reformar, así como impartió clases en la Facultad de Medicina de la UCR de la que fue también decano y se desempeñó como decano de la Facultad de Medicina de la Universidad San Judas Tadeo tras jubilarse de la UCR.
En cuanto a su carrera política Gutiérrez inició en el Partido Liberación Nacional en el cual llegó a ser secretario de organización nacional, luego abandonaría esta formación para militar en la coalición izquierdista Pueblo Unido. Gutiérrez fue uno de los firmantes del llamado “Documento de Patio de Agua” junto a otras figuras políticas como Luis Alberto Monge, Isaac Felipe Azofeifa, Benjamín Núñez Vargas, Francisco Morales y Fernando Volio Jiménez.
Gutiérrez fue candidato presidencial en dos ocasiones de Pueblo Unido (en 1978 y 1982) y luego de Alianza Popular en 1986. Fue además diputado por Pueblo Unido en el período 1990-1994. Militó poco antes de su muerte en el Partido Frente Amplio. 
Fue creador y decano de la Facultad de Medicina de la Universidad Federada de Costa Rica hasta el momento de su fallecimiento en el 6 de septiembre de 2010.
| Precedido por: Javier Solís Herrera 1986-1990 | Diputado de la Asamblea Legislativa de Costa Rica (19° puesto por San José) 1990-1994 | Sucedido por: Rodrigo Gutiérrez Schwanhausen 1994-1998 |